# ند کلی
ادوارد نِد کِلی (انگلیسی: Edward "Ned" Kelly؛ زادهٔ دسامبر ۱۸۵۴ – درگذشتهٔ ۱۱ نوامبر ۱۸۸۰) یک استرالیایی جنگجو  بود که اصالتی ایرلندی داشت.
کلی در ایالت ویکتوریای استرالیا که در آن دوران جزو مستعمرات انگلستان بود، زاده شد. او سومین فرزند از هشت فرزند خانواده‌اش بود. پدرش اهل تیپراری ایرلند بود و جزو محکومین بریتانیایی در استرالیا به حساب می‌آمد. مادرش نیز اهل استرالیا و دارای نسبی ایرلندی بود. خانواده کلی، خانواده‌ای فقیر بودند و معمولاً توسط نیروهای پلیس مورد آزار و اذیت قرار می‌گرفتند. وی در سال ۱۸۷۰ به علت ارتباط داشتن با هری پاور بازداشت شد. کلی برای نخستین بار به جرم دزدیدن اسب به سه سال زندان محکوم شد. او در سال ۱۸۷۸ به جرم اقدام به قتل یک افسر پلیس به جنگل گریخت. وی سپس به همراه برادرش دن و دو نفر دیگر، سه تن از افراد پلیس را به ضرب گلوله کشت. پس از این حادثه، دولت ویکتوریا آن‌ها را قانون‌شکن نامید.
در ادامه، کلی و همراهانش، به دو بانک دستبرد زدند و آرون شریت را که دوستشان بود و بعدها در نزد پلیس جاسوسی کلی و گروهش را می‌کرد به قتل رساندند.
بعدها متوجه شدند او دزدی نکرده بلکه حق خود را از مامورینی که به زور سال ها قبل از پدرش میگرفتند را گرفته است.